# Arne Børresen
Arne Børresen (Fredrikstad, 29 dicembre 1907 – Halden, 14 dicembre 1947) è stato un calciatore norvegese, di ruolo attaccante.

## Carriera

### Club
Børresen entrò a far parte della formazione giovanile del Fredrikstad nel 1924, per arrivare in prima squadra nel 1927. Assieme a lui, furono promossi anche Sten Moe e Karl Pedersen: i tre saranno i protagonisti dei successi del club negli anni trenta. Il Fredrikstad centrò la vittoria nella Coppa di Norvegia 1932 e Børresen fu l'autore del primo gol nel 6-1 inflitto allo Ørn, in finale.
Questo risultato fu ripetuto tre anni più tardi, con Børresen che fu autore di un gol nella finale contro il Sarpsborg, vinta per 4-0. L'ultima affermazione del calciatore nella competizione arrivò con la Coppa di Norvegia 1936; l'anno seguente, infatti, s'infortunò e non giocò la finale. Dopo la fine della seconda guerra mondiale, giocò per il Kvik Halden. Vi restò fino al 1947, anno della sua dipartita a causa di una polmonite.

### Nazionale
Børresen conta 25 presenze per la Norvegia, con una rete all'attivo. Esordì il 23 settembre 1928, nella sconfitta per 0-2 contro la Germania. Segnò l'unica marcatura in data 6 settembre 1931, nel pareggio per 4-4 contro la Finlandia. In occasione di un'altra sfida contro la Finlandia, stavolta del 5 settembre 1937, giocò la sua 25ª ed ultima partita in Nazionale: ricevette così il Gullklokka e diventò il primo calciatore del Fredrikstad a vedersi assegnato questo riconoscimento.

## Palmarès

### Club

#### Competizioni nazionali
- Coppa di Norvegia: 3

Fredrikstad: 1932, 1935, 1936

### Nazionale
- Campionato nordico di calcio: 1

1929-1932

### Individuale
- Gullklokka:

1937